# 삽교초등학교
삽교초등학교는 대한민국 충청남도 예산군 삽교읍 두리에 있는 공립 초등학교다.

## 학교 연혁
| 1929년 | 6월 10일  | 삽교공립보통학교 개교                  |
| 1938년 | 4월 1일   | 삽교공립심상소학교 개칭                |
| 1941년 | 4월 1일   | 삽교공립국민학교 개칭                  |
| 1949년 | 9월 20일  | 안치국민학교 분리                      |
| 1969년 | 4월 25일  | 용동국민학교 분리                      |
| 1991년 | 3월 1일   | 성리분교장 통폐합                      |
| 1996년 | 3월 1일   | 삽교초등학교로 개칭                    |
| 1999년 | 3월 1일   | 안치초등학교 통폐합                    |
| 1999년 | 12월 22일 | 다목적교실 성덕관 개관                 |
| 2010년 | 1월 22일  | 인조잔디 운동장 개장                   |
| 2015년 | 2월 13일  | 제83회 졸업식(졸업생 14,772명)         |
| 2015년 | 3월 1일   | 8학급 편성(특수학급 1학급 포함)(150명) |
| 2015년 | 3월 1일   | 유치원 1학급(20명) 편성                |
| 2016년 | 2월 4일   | 제84회 졸업식 (졸업생 14,803명)        |
| 2016년 | 3월 1일   | 7학급 편성(특수학급 1학급 포함)(142명) |
| 2016년 | 3월 1일   | 유치원 1학급(18명) 편성                |
| 2017년 | 2월 9일   | 제85회 졸업식 (졸업생 14,829명)        |
| 2017년 | 3월 2일   | 7학급 편성(특수학급 1학급 포함)(129명) |
| 2017년 | 3월 2일   | 유치원 1학급(11명) 편성                |

## 참고 자료
- 삽교초등학교 - 한국교육학술정보원 학교알리미